# 平阳站 (长沙地铁)
平阳站位於中华人民共和国湖南省长沙市雨花区曲堂路与黎托路交叉口地下，是长沙地铁4号线的地铁车站，於2019年5月26日开通。

## 車站周邊
- 曲塘路[1]
- 黎托路[1]
- 恒大国际广场[2]
- 恒大绿洲[2]
- 新城吾悦广场[2]
- 绿地智慧广场[2]

## 外部連結
- 长沙地铁4号线平阳站装修完成 （页面存档备份，存于）－长沙本地宝